# Charles T. Walker

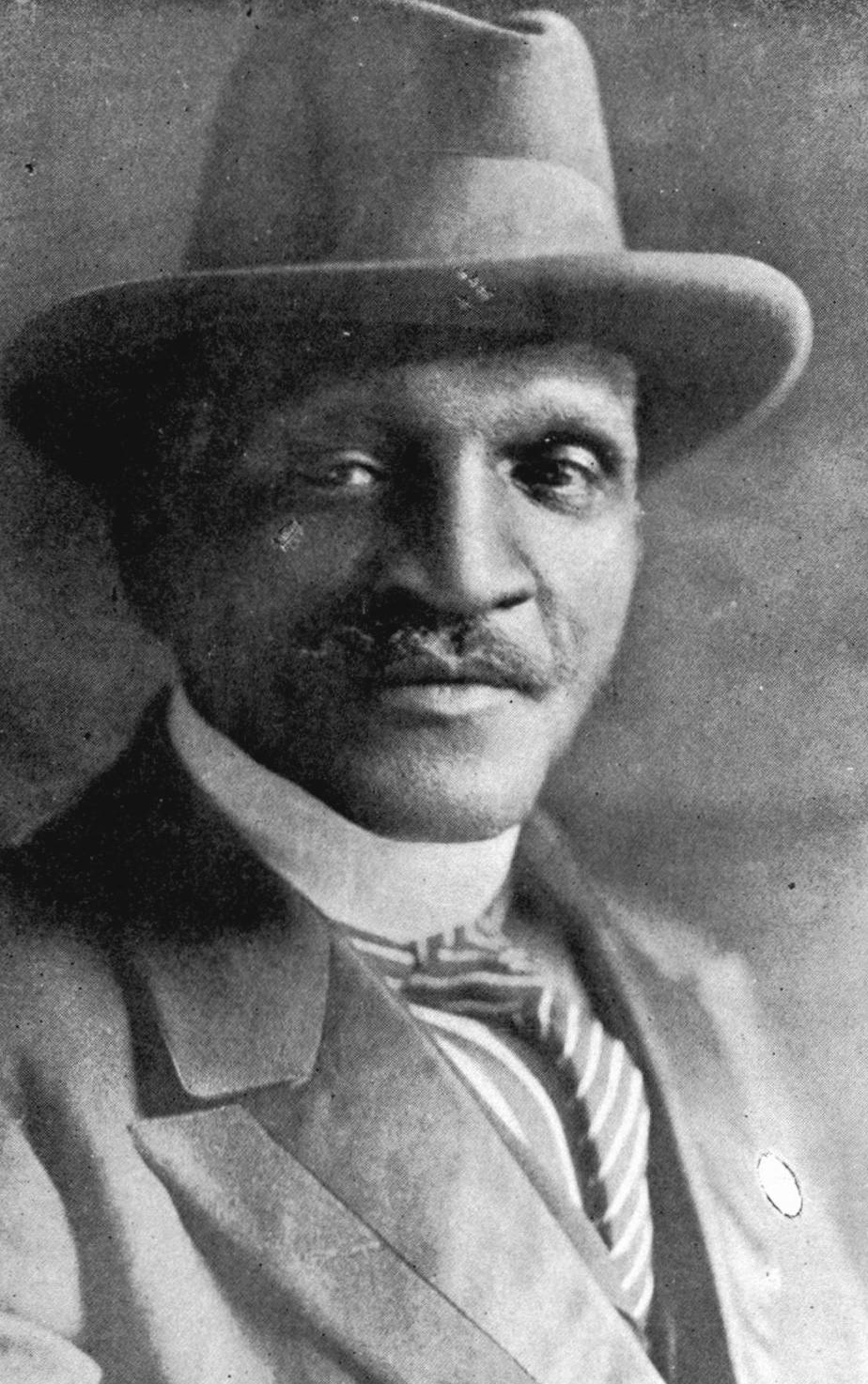
Charles T. Walker

Charles Thomas Walker (* 1858 in Hephzibah, Richmond County, Georgia; † 1921), auch bekannt unter dem Namen black Surgeon, war einer der einflussreichen US-amerikanischen afroamerikanischen Prediger vor Martin Luther King Jr. und Malcolm X. Walker wurde als Sklave geboren. Er war Pastor an der Mount Olivet Baptist Church in New York City.
Der Historiker Silas X. Floyd war sein Freund und Biograf. Charles T. Walker gründete die als C.T Walker Traditional Magnet School bekannte Schule in Richmond County. Sie wurde 1934 als Grundschule gegründet, 1980 jedoch in eine Prüfungsschule umgewandelt. 1999 feierte die Schule ihr 20-jähriges Bestehen als Magnetschule.